# Arnold Rosé
Arnold Josef Rosé (Iași, Romania, 24 d'octubre de 1863 - Londres, 25 d'agost de 1946) va ser un violinista austríac amb orígens romanesos i de sang jueva. Va ser el concertino de la Wiener Philarmoniker (Orquestra Filharmònica de Viena) al voltant de 50 anys. Va mantenir contacte amb compositors força prestigiosos en la història de la música, com Johannes Brahms o Gustav Mahler, el qual fou el seu cunyat. Es va consolidar com a especialista en música de càmara amb el famós Rosé Quartet.

## Infància
Va néixer a Iași (Romania). Des de ben aviat, tant ell com els seus germans van mostrar tenir molt de talent i facilitat per la música. Això els va impulsar cap a Viena, una de les ciutats amb més cultura musical d'Europa en aquell moment. Va començar els seus estudis musicals amb set anys, accedint al Conservatori de Viena als deu anys, on fou deixeble del violinista Karl Heissler.

## Carrera musical a Viena
Va fer la seva primera aparició en 1879 amb la Leipzig Gewandhaus Orchestra i el 10 d'abril de 1881 va estrenar amb la Wiener Philarmoniker el concert vienès per a violí de Goldmark sota la batuta de Hans Richter. Poc després va ser contractat com a concertino d'aquesta mateixa orquestra. Va romandre en aquest lloc fins a la dècada del 1930, esdevenint una llegenda com a concertino d'orquestra. A l'any 1882, va fundar el seu quartet anomenat Rosé Quartet, el qual va ser reconegut com el millor de la seva època, i estava format per Hummer (segon violí), Sigismund Bachrich (viola) i Lohse (cello). Del 1893 fins al 1924, Rosé va ensenyar al Conservatori de Viena, encara que del 1901 al 1908 no va exercir com a tal. L'any 1888, va fer nombroses gires a través de Romania i Alemanya, i en 1889 va ser anomenat concertino al prestigiós Festival de Bayreuth. Mahler es va traslladar a Viena el 1897 per convertir-se en director de la Staatsoper de Viena. Gràcies a aquest fet, l'Arnold i el seu germà Eduard van conèixer i es van casar amb dues germanes de Mahler, Justine i Emma, respectivament.

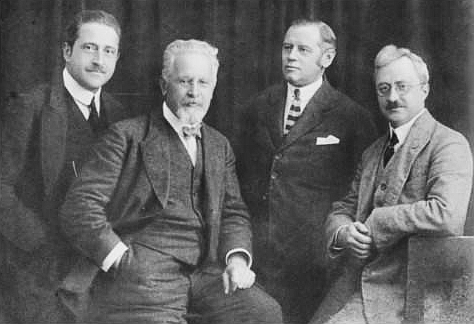
Rosé Quartet: Paul Fischer, Arnold Rosé, Anton Ruzitska i Anton Walter

## Persecució i exili
La família Rosé va viure en circumstàncies còmodes, però la vida mai va ser fàcil per als jueus a qualsevol lloc d'Europa. L'Emperador Franz Josef va garantir la "llibertat de religió”, però la realitat fou més dura. Van tenir dos fills, l'Alfred (1902-1975), qui va ser pianista i director d'orquestra; i l'Alma (1906-1944), qui va ser una violinista amb força renom, encara que la seva carrera es va veure afectada degut als seus orígens jueus, ja que va acabar dirigint una orquestra de presoners del camp de concentració d'Auschwitz-Birkenau, on finalment va morir. La seva dona Justine Rosé va morir el 22 d'agost de 1938. Aquest fet va afectar molt a l'Arnold, qui no soportava més viure sota el nazisme, i es va exiliar a Anglaterra. Continuarà la seva carrera musical uns anys més fins a la seva última aparició el 1945, just després de la mort de la seva filla Alma Rosé al camp de concentració d'Auschwitz. Això va impossibilitar que continués fent la seva feina com a músic. El gener de 1946, la Wiener Philarmoniker va sol·licitar a Arnold Rosé que tornés a l'orquestra com a concertino. Tanmateix, ell va refusar aquesta oferta perquè deia que hi havia membres en l'orquestra amb una ideologia nazi.